# 無政府共産主義
無政府共産主義（むせいふきょうさんしゅぎ、英: anarchist communism）は、無政府主義（アナキズム）の潮流の一つ。人の自由と自律を尊び、不当な支配階級や経済格差の無い社会を目指し、「能力に応じて働き、必要に応じて受け取る」という原理を唱える。個人各々が自主的に組み合って、資源分配や生産方針を直接民主で決定する。
「能力に応じて働く」というのは、他者から雇用されるまでもなく自ら出来るところで生産するということで、生産手段が社会の全員へ開放されているのを前提する。「必要に応じて受け取る」というのは、生活に必要な財を貨幣等と交換せずに獲得できるということで、財が社会の富として充分に随時生産されているのを前提する。雇用者や富豪などの少数が利益目的で階級的・非民主的に生産・分配・所有を制御するところの資本主義を根本的に批判する。ならびに、資本主義型支配に加担してきたとして国家を告発する。各地で個人が直に参与できる直接民主制の小規模共同体を基盤に、下意上達で罷免できる代理人を通じて大規模政策用に形成・改変する連邦群が、従来の国家に代われる、とする。

## 名称
元来「anarchy」は「不当な支配者（archon）・支配階級（hier-archy）の無い（an-）状況」を意味し、これを「無政府」と訳すと問題になることがある。 anarchism は govern （統治）そのものを非難しない。 anarchy における govern が人民の直接民主制で決定された政策を遂行するということであれば、人民直属の遂行組織は government（政府）と呼ばれても不合理ではない。すると、その anarchy 系の government で異なるのは、人民直属であるという点。一方の、諸国について一般に呼ぶ government というものは、「民主主義」とされているものでも、実際には人民直属ではなく、当選した政治家達は人民から独立し、独自の意思決定によって上意下達で人民を統治する組織としての government を形成する。それとは別の government の在り方を anarchist communism は提唱するといえる。
資本主義と国家という上意下達の権威制の廃止、および「能力に応じて働き、必要に応じて受け取る」という共産制、それを目指すのは、マルクス主義と同じである。異なるのは、共産制達成までの過程における国家の役割の解釈。マルクシズム派が革命中における労働者層による国家の「乗っ取り」と以降の緩やかな消滅を求めるのに対し、アナキズム派は革命同時の国家解体を求める。

## 分類

### エゴイスト無政府主義
無政府共産主義の暴動無政府主義などの潮流は、エゴイスト無政府主義（利己主義的な無政府主義）であり、無政府共産主義を個人の自由の実現のための最良の社会システムだとする急進的個人主義的無政府主義に強い影響を受けている。多くの無政府共産主義者は無政府共産主義によって、個人と社会の相反する両者の溝が埋まると捉えている。無政府共産主義は、フランス革命後の急進的な社会主義者の傾向から生み出されたが、第一インターナショナルのイタリア支部で初めて思想として確立された。ピョートル・クロポトキンの論理的考察は、後に労働組合肯定派と暴動無政府主義者の分裂時に重要な意味を持った。

### リバタリアン共産主義
これまでの歴史上、最も知られている「無政府共産主義社会」、現在無政府共産主義と呼ばれる思想に基づいていて、世界中の注目を集め、無政府共産主義の歴史的な解釈をつくった社会の例は、スペイン内戦勃発で起きたスペイン革命中のアナキストが実権を握った地域と、ロシア革命中、ネストル・マフノが指導したマフノ運動のウクライナ革命反乱軍の影響下にあった自由地区である。スペイン革命中のスペインのアナキストの指導と尽力で1936年から、アラゴンと、アンダルシアとレバンテの一部を支配し、アナキスト・カタルーニャを守ってきたが、フランコ政権、ナチス・ドイツ、イタリア王国、ソ連から支援されたスペイン共産党による抑圧といった複合的脅威と、資本主義諸国やスペイン共和国政府からの経済・軍事的な制裁措置によって容赦なく滅ぼされた。ロシア革命中には、ネストル・マフノをはじめとするアナキストは、1919年から1921年に赤軍よって滅ぼされるまで、ウクライナ革命反乱軍を使って、フリー・テリトリーをつくり、守ろうとした。

## 歴史

### 形成

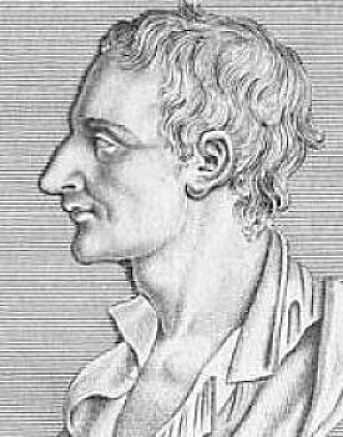
シルヴァン・マレシャル

無政府共産主義の潮流が現れたのは、18世紀のイングランド内戦とフランス革命の時期である。イギリスで急進的な土地均分運動を起こしたディガーズ（en:Diggers）を始めたゲラード・ウィンスタンリー（en:Gerrard Winstanley）はThe New Law of Righteousnessという名の論文において、"一切の売買、市場というものは存在してはいけない。地球全体が何人にも共有された財産でなければならない"と述べ、また"他人を支配する存在はいてはいけない。ただ自分だけが自分自身の支配者でなくてはならない"と述べた。フランス革命では、シルヴァン・マレシャル（en:Sylvain Maréchal）がManifesto of the Equals(1796年)において、"地球からの恵みの共有"を要求し、"豊かな者と貧しい者の、貴族と賤民の、主人と使用人の、統治者と被統治者の反感を催させるような区別"の消滅を望んだ。
初めて自身を"リバタリアン"と自称したジョセフ・デジャキュ（en:Joseph Déjacque）が、初期の無政府共産主義者である。プルードンの性差別などを批判し、さらにプルードンの理論に反対して"彼らの労働の成果は、それがいくら彼らにとって当然であったとしても、彼らの権利なのではなく、彼らの欲求を満たすことである。"と主張した。アナキストで歴史家のマックス・ネットラウ（en:Max Nettlau）によると、「リバタリアン共産主義」という語は、1880年11月、フランスのアナキストの大会が、思想をより明確に定義したときに初めて使用された。後に4巻からなるAnarchist Encyclopediaを立ち上げ編集した、フランス人アナキストでありジャーナリストのセバスティアン・フォーレ（en:Sébastien Faure）はルイーズ・ミシェルとともに1895年にデジャキュの思想を受け継ぐ週刊誌Le Libertaire（英訳:The Libertarian）を始めた。
集産主義的アナキストは、「証書に従ってそれぞれに」という原則を遵守する労働の種類と量に対する報酬を主張したが、必要に応じて共産主義の分配システムへの革命後の移行の可能性を差し控えた。 バクーニンのアソシエイトであるジェームズ・ギヨームは、エッセイ「社会組織に関するアイデア」（1876年）に次のように述べている。「枯渇を恐れることなく、そして自由で平等な労働者の間でより高度に発達する道徳的感情は、虐待と浪費を防ぐか、大幅に減らすだろう。」

### 第一インターナショナル
首尾一貫した現代の経済政治哲学としてのアナキスト共産主義は、カルロ・カフィエロ、エミリオ・コヴェッリ、エリコ・マラテスタ、アンドレア・コスタ、その他の元マジニア共産主義者によって、第一インターナショナルのイタリアのセクションで最初に策定された。ミハイル・バクーニンへの敬意から、彼らは集産主義的アナキズムとの違いをバクーニンの死後まで明白にしなかった。集産主義的無政府共産主義者は、各個人の労働の量と種類に比例した支払いを維持しながら、生産手段の所有権を集団化しようとしたが、無政府共産主義者は、集団所有権の概念を労働の産物にも拡張しようとした。両方のグループが資本主義に反対している間、アナキスト共産主義者はプルードンとバクーニンから出発した。彼らは個人が彼らの個々の労働の産物に対する権利を持ち、生産への彼らの特定の貢献に対して報酬を与えられると主張した。しかし、 エリコ・マラテスタは次のように述べている。「...あなたと私がそれぞれ何をしているのかを区別しようとして混乱するリスクを冒す代わりに、私たち全員が働き、すべてを共有しよう。このようにして、それぞれが社会にすべてを与えるだろう。彼の力は、すべての人に十分な量が生み出されるまで許される。そして、それぞれが彼が必要とするすべてを取り、すべての人にまだ十分ではないものにのみ彼の必要性を制限する。」
カフィエロは無政府共産主義（1880）で、労働の産物における私有財産は資本の不平等な蓄積につながり、したがって社会階級とその対立の再現、ひいては国家の復活につながると説明している。 「労働の産物を個人的に流用すると、私たちはお金を節約することを余儀なくされ、個人の必要性ではなく、多かれ少なかれメリットに応じて多かれ少なかれ富の蓄積を残す。」イタリア国際連盟のフィレンツェ会議で 1876年、警察の活動のためにフィレンツェ郊外の森で開催された彼らは、無政府共産主義の原則を宣言した。

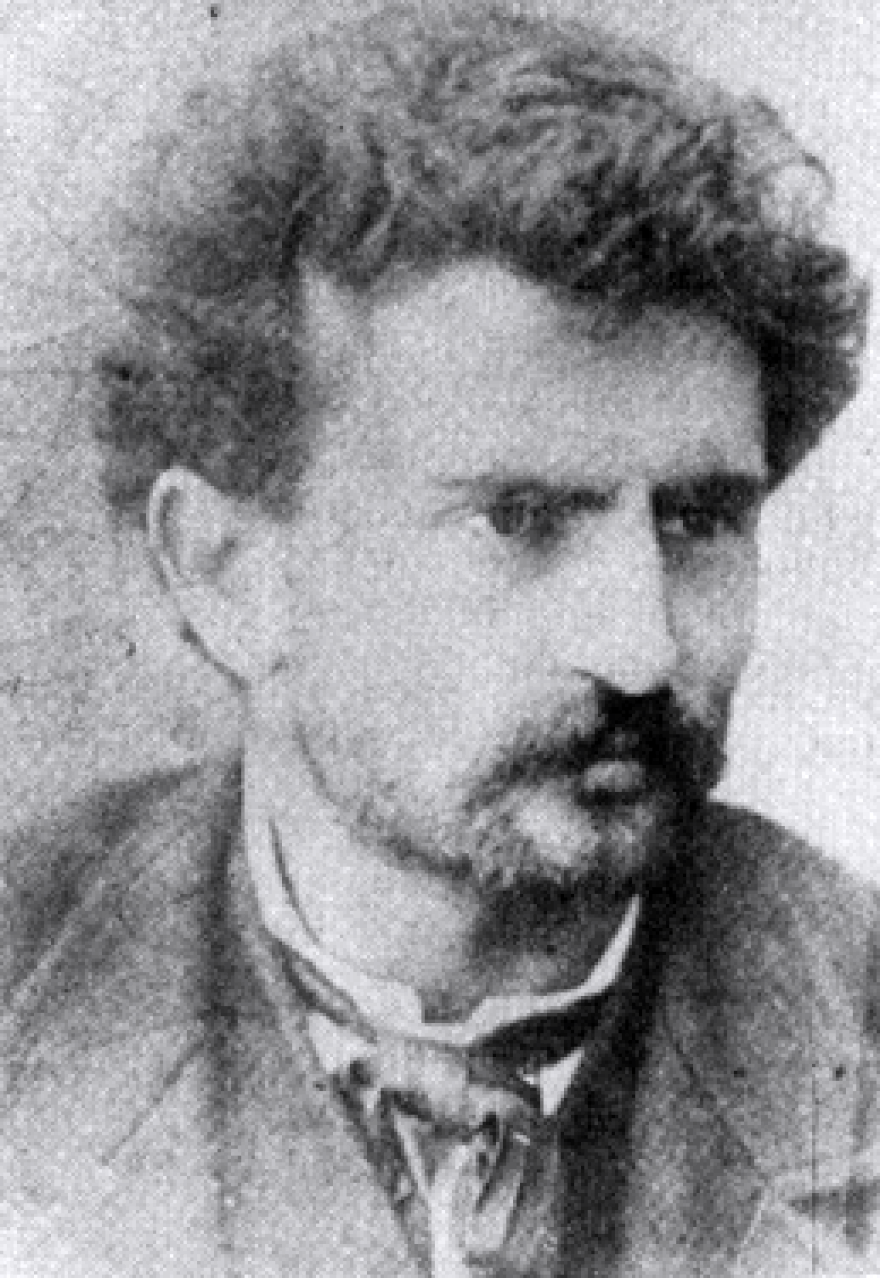
エリコ・マラテスタ

「イタリア連邦は、労働生産物の集団的財産を集団主義プログラムの必要な補完と見なしており、連帯の原則に対応する生産と消費の唯一のルールは、それぞれのニーズを満たすためのすべての人々の援助である。 フィレンツェでの連邦議会は、この点に関するイタリア国際の意見を雄弁に示した...」
上記の報告は、その年の後半の（スイス）ジュラ連合の会報のマラテスタとカフィエロによる記事で行われた。

### ピョートル・クロポトキン
アナキスト共産主義の最も重要な理論家としてしばしば見られるピーター・クロポトキンは、パンと畑の征服、工場とワークショップで彼の経済思想を概説した。クロポトキンは、協力が競争よりも有益であると感じ、彼の主要な科学的研究である相互扶助：進化の要因で、これは本質的によく説明されていると主張しました。彼は、人々自身による「社会的富全体の収用」による私有財産の廃止と、商品が流通する任意団体の水平的ネットワークを通じて経済が調整されることを提唱した。労働ではなく、個人の身体的ニーズに応じて。彼はさらに、社会が進むにつれて、これらの「ニーズ」は単なる肉体的ニーズではなく、「彼の物質的欲求が満たされるとすぐに、芸術的性格の他のニーズがより熱心に前進するだろう」と主張した。人生は個人によって異なります。社会が文明化されればされるほど、個性が発達し、欲求も変化します。」
彼は、無政府共産主義において、それを維持した。
無政府共産主義の目的は「すべての人が自由に収穫または製造された製品を、自分の家で好きなように消費する自由を各自に委ねること」であったため、個人やグループは必要なあらゆる資源を使用および管理しました。 彼は財産の収用を支持し、それを得るために労働力を売ることを余儀なくされることなく、誰もが必要なものにアクセスできるようにした。
彼は、「耕作できる土地を十分に所有している農民」、「十分なスペースを提供する家に住む家族...その数の人々に必要と考えられる」と職人は「働いている」と述べた。 「家主は農民の貧困に富を負っており、資本家の富は同じ源泉から来ている」と主張している。
要約すると、クロポトキンはアナキスト共産主義経済を次のように機能していると説明した。
多くの無政府共産主義者は貿易に反対していますが、一部のポスト左翼無政府共産主義者とポスト左翼無政府共産主義者、そしてサンディカリストの共感を持っている人々は貿易に反対していません。 非金銭的コモンズの形で非金銭的形態の貿易を支持するものもあります。 ティツィアナテラノバのような他のものは、無政府共産主義が非階層的、オープンアクセス、自由連想法、P2Pのような非金銭的形態の貿易と互換性があることを容易に理解します。

### 組織主義と反乱主義
「1876年、国際労働者協会のベルン会議で、イタリアのアナキスト、エリコ・マラテスタは、革命は「言葉よりも行為で構成されている」と主張し、その行動は最も効果的な宣伝形態であった。ジュラの会報で 連邦は、「イタリア連邦は、証書によって社会主義の原則を肯定する運命にあるアナキズムの事実が、宣伝の最も効果的な手段であると信じている」と宣言した。
無政府共産主義が19世紀半ばに出現したとき、それはバクニニスト集産主義と、そしてそれ自体、サンディカリズムと労働者運動への参加や他の問題についてのアナキスト運動の中で激しい議論をした。 したがって、ピョートル・クロポトキンらによって詳述された無政府共産主義の「革命の理論において」は、企業で組織された労働者階級（資本主義的生産様式の細胞）ではなく、真の代理人であるのは上昇した人々です。 そして、雇用者よりも「合理的な」産業団体または社会的頭脳（管理者）として、労働力として自らを主張しようとしている。」

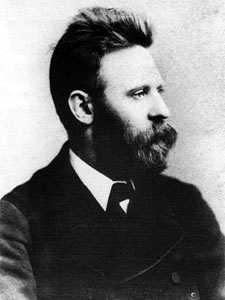
ヨハン最も影響力のあるドイツ系アメリカ人の無政府共産主義者、反乱無政府主義の擁護者

したがって、「1880年から1890年の間」、「内在的革命の展望」は、「公式労働者運動に反対し、その後、形成（一般的な社会民主化）の過程にあった。 政治的（統計的）闘争だけでなく、賃金やその他の請求を提起するストライキ、または労働組合によって組織されたストライキにも反対した。」しかし、「彼らはストライキ自体に反対しなかったが、貿易に反対した。 労働組合と8時間労働の闘争この反改革主義的傾向は反組織的傾向を伴い、その党派は、収用ストライキのために、食料品やその他の物品の収用のために失業者の間で動揺することに賛成すると宣言した。 そして、場合によっては、「個人の回復」またはテロ行為のために。」
しかし、ピョートル・クロポトキンが最初の留保後に労働組合に加入することを決定した後、「フランスではセバスチャン・フォールのル・リベルテールを中心にグループ化された反サンディカリストの無政府共産主義者が残った。1905年以降、これらのロシアの対応者 反サンディカリストの無政府共産主義者は、経済テロと違法な「収用」の党派となる。」慣行としての違法性が出現し、その中で「アナキスト爆撃機と暗殺者の行為（「行為による宣伝」）とアナキスト強盗 （「個人の再流用」）は、彼らの絶望と耐え難い社会に対する彼らの個人的で暴力的な拒絶を表明した。さらに、彼らは明らかに模範的な反乱への誘いを意図していた。」
とりわけこれらの戦術の支持者と活動家には、ヨハン・モスト、ルイージ・ガレアーニ、ヴィクトル・セルジュ、ジュゼッペ・シアンカビラ、セベリーノ・ディ・ジョバンニが含まれていました。 イタリアのジュゼッペ・シアンカビラ（1872–1904）は、「組織に対して」と書いています。 彼の感覚、教育、気質、闘志が彼に最善を尽くすことを示唆する手段から自由に選択できます。私たちは固定プログラムを形成せず、小規模または大規模なパーティーを形成しません。しかし、私たちは自発的に集まり、 特定の目的に対する瞬間的な親和性に応じて、恒久的な基準ではなく、私たちが関連付けていた目的がなくなるとすぐにこれらのグループを絶えず変更し、他の目的やニーズが発生して発展し、新しいものを探すように促します 協力者、特定の状況で私たちと同じように考える人々。」

### 革命、プラットホーム主義、統合
ウクライナでは、無政府共産主義のゲリラ指導者であるネストル・マフノが、ロシア内戦中にウクライナで独立したアナキスト軍を率いた。 アナキスト黒軍としても知られるウクライナ革命反乱軍の司令官であるマフノは、ロシア内戦中にゲリラ作戦を主導した。 彼が参加した革命的自治運動は、さまざまな反動勢力と戦い、アナキスト社会であるウクライナ自由地域を組織し、資本家であろうとボルシェビキであろうと、国家権力に抵抗することを約束しながら、さまざまな戦術的軍事協定を結んだ。 オーストリア・ハンガリー、ホワイト、ウクライナのナショナリスト軍を撃退することに成功した後、ウクライナのマフノビスト民兵軍と無政府共産主義地域は、最終的にボルシェビキ軍によって押しつぶされました。
メキシコでは、リカルド・フロレス・マゴンは、メキシコ革命とパルティド・リベラル・メキシカーノにおけるメキシコ革命運動の主要な思想家の一人でした。 フローレス・マゴンがアナキストの聖書の一種と見なしたクロポトキンのパンの略取は、1911年の「マゴン主義」の反乱の間、バハカリフォルニアの短命の革命的コミューンの基礎となった。

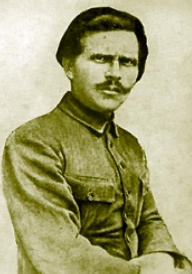
ネストル・マフノ

追放されたロシアのアナキストのグループは、ロシア革命中のアナキスト運動の失敗に取り組み、説明しようとした。 彼らは、1926年にディエロ・トルーダ（「労働者の大義」）によって書かれたアナキストの一般連合の組織綱領を書いた。 パンフレットは、アナキストの基本的な信念、アナキスト社会のビジョン、およびアナキスト組織をどのように構築すべきかについての提言を分析したものです。 プラットフォームによれば、アナキスト組織が運営すべき4つの主要な原則は、イデオロギー的統一、戦術的統一、集団行動、および連邦主義である。 プラットフォームは、「アナキスト運動の参加者のほとんどを引き付け、アナキズムのための共通の戦術的および政治的線を確立し、それによって運動全体のガイドとして機能する組織が不可欠である」と主張している。
プラットフォームは、 ヴォライン 、 エリコ・マラテスタ 、 ルイージ・ファブリ、 カミーロベルネリ、 マックス・ネットラウ、 アレクサンダーバークマン、 エマゴールドマン、 グレゴリマキシモフなど、当時のアナキスト運動について多くのセクターから強い批判を集めました。 マラテスタは、最初にプラットフォームに反対した後、後にプラットフォームに同意し、当初の意見の違いは言語の混乱によるものであることを確認しました。「...私はアナキスト組織を構想する彼らの方法に多かれ少なかれ同意していると思います（ 「プラットフォーム」が明らかにしたように思われる権威主義の精神からはかけ離れている）そして私は、言語の違いの背後には本当に同じ立場があるという私の信念を確認する。」 
アナキスト共産主義者のセバスチャン・フォールとヴォリンがプラットフォームへの応答として2つのテキストを作成し、それぞれが異なるモデルを提案し、総合的無政府主義、または単に「総合的無政府主義」として知られるようになったものの基礎となった。1924年に出版されたVoline 「アナキスト統合」を要求する論文であり、同じトピックに関するセバスチャン・フォールの百科事典アナーキストの記事の著者でもあった。統合の背後にある主な目的は、ほとんどの国のアナキスト運動が、共産主義アナキズム、無政府共産主義、個人主義アナキズムの3つの主要な傾向に分けられたため、そのような組織はこの3つの傾向のアナキストを非常にうまく収容できることでした。彼のテキスト「アナキスト統合」のフォーレは、「これらの流れは矛盾していなかったが、補完的であり、それぞれがアナキズムの中で役割を果たしている：大衆組織の強さとしてのアナルコサンディカリズムとアナキズムの実践のための最良の方法;自由共産主義一人一人のニーズに応じた労働の成果の分配に基づく提案された未来社会として;抑圧の否定としてのアナキズム-個人主義と個人の発達に対する個人の権利を確認し、あらゆる方法で彼らを喜ばせようと努める。

## 経済理論
無政府共産主義者は、エガリタリアニズムと、不平等な富の分配から生じる社会的階層と階級の区別の廃止、および私有財産とお金の廃止を強調しています。 これらのアプローチを置き換えることは、自発的な結社による富の集合的な生産と分配になるでしょう。 無政府共産主義では、国家と私有財産はもはや存在しません。 個人やグループは自由に制作に貢献し、自分の選択に基づいてニーズを満たすことができます。 生産と流通のシステムは、参加者によって管理されます。
賃金労働の廃止は、アナキスト共産主義の中心です。 富の分配は自己決定のニーズに基づいているため、人々は自分が最も充実していると思う活動に自由に従事でき、気質も適性もない仕事に従事する必要がなくなります。
アナーキストの共産主義者は、すべての富は現在および前の世代の集合的な産物であるため、一人の経済的貢献の価値を測定する有効な方法はないと主張している。たとえば、輸送、食料、水、避難所、リラクゼーション、機械効率、感情的な気分などがどのように生産に貢献したかを考慮せずに、工場労働者の毎日の生産の価値を測定することはできませんでした。何かに真に数値的な経済的価値を与えるには、圧倒的な量の外部性と要因、特に将来の労働力を活用する能力に寄与する現在または過去の労働力を考慮する必要があります。クロポトキン氏は次のように述べています。「各人の仕事を区別することはできません。その結果で仕事を測定すると、ばかげたことになります。仕事に費やした時間で割って測定すると、ばかげたことになります。1つ残っているのは、置くことです。作品の上のニーズ、そしてまず第一に、生産に自分の分担をするすべての人々のために、生きる権利、そして後には生活の快適さへの権利を認めます。」
無政府共産主義者は、賃金労働と私有財産に基づく経済システムは、財産権を行使し、賃金や財産の量の違いから必然的に生じる不平等な経済関係を維持するために、強制的な国家機構を必要とすると主張している。彼らはさらに、通貨の市場とシステムが労働を階級に分け、個人の仕事に任意の数値を割り当て、生産、消費、流通を規制しようとしていると主張している。彼らは、お金は、価格と賃金で摂取を制限することによって、労働の産物を消費する個人の能力を制限すると主張している。無政府共産主義者は、お金を質的ではなく、本質的に量的であると認識しています。彼らは、生産は定性的な問題であるべきであり、消費と流通は他人によって労働、商品、サービスに恣意的な価値が割り当てられることなく、各個人によって自己決定されるべきであると信じています。市場の代わりに、ほとんどのアナルココミュニストは、商品やサービスが労働者によって生産され、すべての人（それらを生産した労働者を含む）が本質的に彼らが望むまたは必要なものを消費する権利があるコミュニティストアで配布される通貨のないギフト経済をサポートしています商品やサービスの生産に対する「支払い」として。ギフト経済は、必ずしも即時の利益を伴うとは限りません（報酬など）。補償は、人が労働の産物と同等の価値があると判断したもの（一般に物々交換と呼ばれるもの）の形で提供されます。生産と流通の制限は、資本家の所有者、投資家、銀行、またはその他の人為的な市場の圧力ではなく、関係するグループ内の個人によって決定されます。

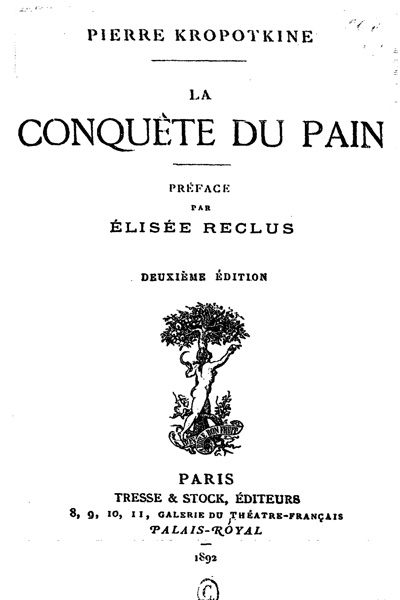
ピョートル・クロポトキンによるパンの略取、無政府共産主義の経済的ビジョンを提示する影響力のある作品

共産主義アナキズムは、集産主義アナキズムと多くの特徴を共有していますが、明確な違いがあります。集団的アナキズムは集団的所有権を信じているが、共産主義的アナキズムは所有権の概念全体を否定し、使用の概念を支持している。したがって、物事は、個人が使用する私的所有物、または社会のために生産するために使用される社会的所有物のいずれかと見なされます。無政府共産主義者は、生産手段を個人または団体が所有してはならず、個人が自分で決めたニーズや欲求のために自由に使用できるようにするべきだと信じています。土地と住宅は、家賃や固定資産税の対象ではなくなります（したがって、その使用は立ち退きの脅威から解放されます）。代わりに、それは平等主義に基づいて単に居住者の欲求の対象となるでしょう。たとえば、多くの人が住んでいるアパートの建物では、誰もその取り決めについて発言権を持っていません。そこに住むすべての人が意思決定に関与します。通常、誰もが特定の個人に任せるのではなく、回転ドアベースで特定の責任を共有する必要があると主張されています。このように、比較的劣化していると考えられる労働をしている人が立ち往生することはありません。
重要なことに、「家主」と「テナント」の抽象的な関係はもはや存在しません。そのようなタイトルは条件付きの法的強制の下で発生するように保持され、建物やスペースを占有するために絶対に必要なわけではありません（知的財産権も停止します）。無政府共産主義者は、家賃やその他の料金が搾取的であると信じていることに加えて、これらは人々に無関係な機能を実行させる恣意的な圧力であると感じています。たとえば、彼らは、単にどこかに住むために、なぜ1日「X時間」働かなければならないのか疑問に思っています。したがって、彼らは稼いだ賃金のために条件付きで働く代わりに、目前の目的のために直接働くことを信じています。このことから、土地が売りに出されたり賃貸されたりするのではなく、空いている土地や住宅は、雇用や財政状態に関係なく自由に取得されます（基本的に、「売り出し中」の記号は「空いている」記号に置き換えることができます）。したがって、無政府共産主義理論では、個人が自分自身またはその家族のために使用する土地、または個人のために生産するために使用される生産的財産（小さな農場など）は、社会的所有物ではなく私的所有物と見なされます。コミュニティや一般の人々にとって重要な生産手段でない限り、個人は完全に自由に何かを作成し、それを保持することができます。したがって、アーティストの絵筆を利用するために外部の承認を必要とせず、同じ基本原則が、他の人が改ざんする必要のない、歯ブラシ、楽器、本のコレクションなどの他の個人的なアイテムにも適用されます。しかし、目前の問題が社会のための生産（歯ブラシ、楽器、本を作る工場など）に関係する場合、それは社会的所有物になり、その中で働くすべての人と消費者に責任があります。その点で、無政府共産主義は集団的使用と個人的使用の間の妥協点と見なすことができます。
無政府共産主義者は、市場競争は、非資本主義市場でさえ、本質的に富と土地の不平等を生み出し、それが権力の不平等につながると信じているため、相互主義経済学を拒否します-したがって、一部の労働者がより多くのアクセスを持っているので、国家と資本主義のレクリエーション 他よりも資本と防衛力。 彼らは、報酬にはある種の通貨が必要であると主張する集産主義経済学を拒否します。これもまた、無政府共産主義者は労働価値の人為的な測定として拒否します。 彼らはさらに、労働者評議会や集団の集団グループや組合の一部ではない人々は、資本へのアクセスから疎外され、社会による所有権よりも自由な共同利用を促進する可能性があると主張している。

## 哲学的議論

### モチベーション
無政府共産主義者は、人々は「本質的に」怠惰で利己的であるため、賃金労働が必要であるという主張を拒否します。 彼らは、いわゆる「アイドルリッチ」でさえ、他人の労働によってすべてのニーズが満たされているにもかかわらず、役に立つことがあると感じることがあると指摘しています。無政府共産主義者は一般に、事前に設定された「人間性」の信念に同意しません。 、人間の文化と行動は社会化によって非常に大きく決定されると主張します。 ピョートル・クロポトキンのように、多くの人はまた、人間の進化の傾向は、人間が孤独な競争相手として存在するのではなく、相互の利益と生存のために互いに協力することであると信じています。
無政府共産主義者のピョートル・クロポトキンとマレイ・ブクチンは、そのような社会のメンバーは、共同事業と相互扶助の利益を認めるので、必要なすべての労働を自発的に行うと信じていたがフローレス・マゴンは、子供、高齢者、病人、弱者などのグループを除いて、無政府共産主義社会で働くことができるすべての人がそうする義務があるべきであると確信していました。 クロポトキンは、怠惰や妨害が真のアナキスト共産主義社会の主要な問題になるとは考えていなかったが、自由に関連付けられたアナキストコミューンは、共同体の合意を履行していない人々から意図的に分離することができ、おそらくそうすべきであることに同意した。 仕事。

### 自由、仕事、レジャー
無政府共産主義者は、裕福で強力なだけでなく、すべての人に最大の自由と幸福を保証する手段として共産主義を支持しています。 この意味で、アナキスト共産主義は非常に平等主義的な哲学です。 
アナキスト哲学としてのアナキスト共産主義は、あらゆる形態のヒエラルキーに反対している。 アナキスト共産主義者は、これが資本主義と国家の概念であり、個人に対する権威を暗示しているので、誰もが他の誰かのマスター、または「ボス」になる権利を持っているとは考えていません。 ボブ・ブラックのような現代のアナキスト共産主義者やポスト左翼無政府主義の支持者の中には、必要な自給自足の仕事を自発的な自由遊びに変えることを支持して、仕事の概念を完全に拒否している。 
ピョートル・クロポトキンは、過去の共産主義の実験における主な権威主義的過ちは、「宗教的熱意」と、個人が「 気まぐれな道徳」。 彼にとって、無政府共産主義は、個人とグループの結社の自由と分離の権利に基づいており、各個人が必要な労働に費やす時間を大幅に減らすことに基づいているべきである。 彼は、「さまざまな職業をすべての進歩の基礎として認識し、余暇の間に人間が完全に自由になるように組織化する一方で、彼の仕事を変えることもできますが、彼の初期の教育と 指導は彼を準備するでしょう—これは共産主義社会で簡単に実践することができます—これもまた、彼の完全な発達のためにあらゆる方向に開かれた扉を見つける個人の解放を意味します。

### 個人主義と集団主義
一部の無政府共産主義者（および集団主義的アナキストも）は、幻想的な概念として「個人主義」と「集団主義」を拒否している。彼らは、社会は個人とは別のまとまりのある単位ではなく個人で構成されているため、「より大きな善」のために自分自身を犠牲にしたり、「コミュニティ」や「社会」に支配されたりすることは不可能であると主張し、集団的支配個人に対するものは専制的で非アナキズム的です。ルシアン・ファン・デル・ウォルトやマイケル・シュミットなどの他の人々は、次のように主張している。「アナキストは、誰もが望むことを正確に行う権利を持った自由を特定しなかったが、集団的努力と責任を伴う社会秩序を持っていた。言うまでもなく、義務は、個人の自由が存在する可能性のある物質的な基盤と社会的つながりを提供するでしょう。」彼らは、「真の自由と個性は自由な社会にのみ存在することができる」と主張し、「人間不信のブルジョア個人主義」とは対照的に、無政府主義は「自由への深い愛、社会的産物として理解され、人権への深い敬意」に基づいていると主張した。人類とその可能性を深く祝福し、「真の個性」が「最高の共産主義社会性」に取り返しのつかない形で結びついた社会形態へのコミットメント」
エゴイズムの哲学的立場は、無政府共産主義の反乱無政府主義において重要です。 20世紀初頭、イタリアの個人主義アナキストであるレンゾノヴァトーレは、「革命は私たちの意志の火であり、私たちの孤独な心の必要性である。それは自由主義の貴族の義務である。新しいものを創造することは、革命と無政府共産主義の両方を提唱した。倫理的価値。新しい美的価値を創造すること。物質的富を共有すること。精神的富を個別化すること。」。スターネリストの立場から、彼は「倫理的および精神的な富だけ」が「無敵である。これは個人の真の財産である。残りはノー！残りは脆弱である！そして脆弱なものはすべて侵害されるだろう！」と言ったとき、私有財産も軽視した。 。これは、ウォルフィ・ランドストライヒャー、アルフレド・ボナーノなどの著作に見られるように、反乱無政府主義の現代の著作にも見ることができます。反乱を起こした無政府共産主義者のルイージ・ガレアーニの無政府共産主義に関する見解を分析した後の左後の無政府共産主義者ボブ・ブラックは、「共産主義は個人主義の最終的な成就である...個人主義と共産主義の間の明らかな矛盾は、両方...主観性も客観的です：個人は本当に主観的です。「個人よりも社会を強調すること」について話すのは無意味です...あなたは卵よりも鶏を優先することについて話すこともできます。アナーキーは「個別化の方法」。それは、最大の個人の成長と最大の共同体の団結を組み合わせることを目的としています。
アメリカのアナキスト誌「マザーアース」に掲載されたマックス・バギンスキーの「シュティルナー：自我と彼自身」という記事には、「現代の共産主義者はシュティルナーよりも個人主義的である。彼らにとって、宗教、道徳、家族、国家だけではない」という断言があります。は不気味ですが、財産もまた、その名前で個人が奴隷にされている不気味なものにすぎません-そしてどのように奴隷にされていますか！個性は今日、国家、宗教、道徳の力を合わせたものよりも、財産によってはるかに強い束縛に保たれています。第一の条件は、個人が財産と生存のために屈辱を与えられ、身を低くすることを強制されるべきではないということです。したがって、共産主義は個人の自由と固有のハイトの基礎を作ります。私は個人主義者であるため、共産主義者です。完全に共産主義者は、シュティルナーが要求の代わりに言葉を使うとき、心から同意します-それは財産の解散、収用につながります。個人主義と共産主義は密接に関係しています。」

### 資産
無政府共産主義者は、共同財産は力によってのみ維持でき、そのような立場は本質的に固定されておらず、実際には不変ではないという資本主義の概念に反論し、資本主義システム内でも自然に発生する共同行動の多くの例を引用している。

### 革命と移行
綱領主義の無政府共産主義者ウェイン・プライスにとって「労働者が協同組合経済における労働の激しさと期間に対して報われるという今日のパレコンの提案は、バクーニンまたはマルクスの自由社会の一時的、始まり、段階の概念に適合するだろう。 ...クロポトキンは、マルクス主義者と無政府共産主義者の二段階的アプローチを拒否し、代わりに、革命社会は「すぐに共産主義社会に変身する」、つまり、マルクスが考えていたものにすぐに入る必要があると提案した。 共産主義の「より進んだ」完成した段階。クロポトキンと彼に同意した人々は、自分たちをより広い社会主義運動の一部と見なし続けたが、自分たちを「無政府共産主義者」（または「共産主義アナキスト」）と呼んだ。 」
マルクス・レーニン主義者は、国家支配の過渡期（プロレタリア独裁の解釈）がなければ、いかなる革命も、外部および内部の脅威から新しい社会を守るための勢いまたは結束を維持することは不可能であると信じています。フリードリヒ・エンゲルスは次のように述べています。「以前の社会革命がなければ、国家の廃止は無意味です。資本の廃止はそれ自体が社会革命であり、生産方法全体の変化を伴います。」あるいは、そのような引用は解釈されてきたアナルコによる-マルクスとエンゲルスを支持する共産主義者は、新しい国家の創設ではなく、資本主義と国家の廃止を同時に提案した。アナキストは、「プロレタリア独裁」のレーニン主義モデルを拒否し、国家権力を引き継ぐ革命的少数派は、新しい国家を守るための資本主義の支配階級と同じくらい権威主義的であり、最終的には新しい支配階級としての地位を構成すると主張する。これの延長として、無政府共産主義者は、分権化されたステートレスな集団連合が労働者に力を与え、個人の自由を維持するのに十分であると反論し、社会主義国が「衰退」の兆候を示したことがないという事実を指摘します。繰り返しになりますが、スペイン革命は、優れた軍隊によって押しつぶされたものではありますが、成功したアナキストの軍事動員の例として引用されています。

## 無政府共産主義社会の歴史における例

### 初期
その時点での世界とはまったく異なる、無政府共産主義の建設を目指した試みは、成功したものも失敗したものも含めていくつか存在してきた。無政府共産主義者とグリーン・アナキズム (特に原始的アナキズム)の支持者は、家族のような狩猟採集社会におけるムラは、自然に平等主義が実現されていたことから、無政府共産主義のごく早い形態だとみなす。キリスト教アナキストや一部の歴史家には、初期のキリスト教共同体は無政府共産主義的な性格を持っていたという。清教徒革命時のディガーズ運動（en:Diggers）等の運動は、無政府共産主義運動である。

### スペインのアナキストとその後の例
歴史的規範において世界的な注目と知識を受けた、今日存在するアイデアを中心に確立されたアナキスト共産主義社会の最もよく知られた例は、スペイン革命中のアナキスト領土とロシア革命中の自由領土である。スペイン内戦内のスペイン革命中のスペインのアナキストの努力と影響により、1936年以降、アナキスト共産主義はアラゴンの大部分、レバンテとアンダルシアの一部、そしてアナキストカタロニアの本拠地に残酷に押しつぶされる前に存在していた。フランコ主義、ヒットラー、ムッソリーニ、スペイン共産党の弾圧（ソ連に後押しされた）、ならびに資本主義国とスペイン共和国自体からの経済的および兵器の封鎖の複合力によって、アナキストによって高水準の動員と生産の迅速な改善が実施されたスペインの例は、産業的および科学的成果の両方に急速な改善が見られたアナキスト共産主義社会の例としてしばしば引用される。資本主義の一部の指数は、そのような社会の生産性と技術の進歩は金銭的インセンティブの欠如から停滞すると信じている。
ロシア革命の間、ネストル・マフノなどのアナキストは、ウクライナ革命反乱軍を通じて、1919年からウクライナ自由地域でアナキスト共産主義を創設し、擁護するために働きいた。その後、1921年にボルシェビキに征服された。その後の運動には自由地域が含まれる。 1956年のハンガリー革命の間のハンガリー

フランスのフロルナラチョ-共産主義運動の旗

### 近代の例
自由ソフトウェア運動やGNUプロジェクト、コピーレフトの概念は、情報とソフトウェアに分野における贈与経済の形態である。贈与経済は無政府共産主義者が目指す経済体制である。プログラマーがソースコードを書き、公開して、すべての人がそれをコピー、修正、改善できるという仕組みである。プログラマーは世間から評価を得られ、社会の構成員はよりよいプログラムを得られる。マルクス・ギースラーは、論文Consumer Gift Systemsの中で、音楽ダウンロードは、贈与経済をもとにした社会的団結のシステムだと述べている。ウィキメディア・コモンズや、ウィキシステム、en:Independent Media Centerのようなオンラインを中心とする団体、運動は、無政府共産主義的な機能を持つともいわれる。

### The Anarchist Library
- トップページ
- アレクサンダー・バークマンについて
- エマ・ゴールドマンについて
- ピョートル・クロポトキンについて
- エッリコ・マラテスタについて
- ネストル・マフノについて
- ヨハン・モストについて
- ウェイン・プライスについて

1. ↑  “Table Of Contents”.   Blackrosebooks.net. 2010年9月20日閲覧。